# Manuel Plaza
Manuel Jesús Plaza Reyes, né le 17 mars 1900 à San Bernardo et décédé le 9 février 1969 à Santiago du Chili, est un athlète chilien spécialiste du fond. Mesurant 1,71 m pour 61 kg, il gagne 14 titres de champion d'Amérique du Sud lors de sa carrière.

## Biographie

### Palmarès
| Date | Compétition                    | Lieu              | Résultat | Épreuve       | Performance       |
| ---- | ------------------------------ | ----------------- | -------- | ------------- | ----------------- |
| 1920 | Championnats d'Amérique du Sud | Santiago du Chili | 3e       | 5 000 mètres  | 16 min 29 s 4     |
| 1920 | Championnats d'Amérique du Sud | Santiago du Chili | 2e       | 10 000 mètres | 33 min 18 s 2     |
| 1924 | Championnats d'Amérique du Sud | Buenos Aires      | 1er      | 3 000 mètres  | 8 min 56 s 3      |
| 1924 | Championnats d'Amérique du Sud | Buenos Aires      | 1er      | 5 000 mètres  | 15 min 37 s 2     |
| 1924 | Championnats d'Amérique du Sud | Buenos Aires      | 1er      | 10 000 mètres | 32 min 19 s 8     |
| 1924 | Championnats d'Amérique du Sud | Buenos Aires      | 1er      | Cross-country | 58 min 17 s 3     |
| 1924 | Jeux olympiques d'été          | Paris             | 6e       | Marathon      | 2 h 52 min 26 s 0 |
| 1926 | Championnats d'Amérique du Sud | Montevideo        | 1er      | 3 000 mètres  | 8 min 51 s 4      |
| 1926 | Championnats d'Amérique du Sud | Montevideo        | 1er      | 5 000 mètres  | 15 min 12 s 4     |
| 1926 | Championnats d'Amérique du Sud | Montevideo        | 1er      | 10 000 mètres | 31 min 54 s 0     |
| 1926 | Championnats d'Amérique du Sud | Montevideo        | 1er      | Cross-country | 35 min 40 s 2     |
| 1927 | Championnats d'Amérique du Sud | Santiago du Chili | 1er      | 3 000 mètres  | 8 min 54 s 2      |
| 1927 | Championnats d'Amérique du Sud | Santiago du Chili | 1er      | 5 000 mètres  | 15 min 36 s 0     |
| 1927 | Championnats d'Amérique du Sud | Santiago du Chili | 1er      | 10 000 mètres | 32 min 11 s 2     |
| 1927 | Championnats d'Amérique du Sud | Santiago du Chili | 1er      | Cross-country | 49 min 08 s 0     |
| 1928 | Jeux olympiques d'été          | Amsterdam         | 2e       | Marathon      | 2 h 33 min 23 s   |
| 1933 | Championnats d'Amérique du Sud | Buenos Aires      | 1er      | 20 miles      | 1 h 59 min 15     |
| 1933 | Championnats d'Amérique du Sud | Buenos Aires      | 1er      | Cross-country | 39 min 11 s 6     |

### Records
| Épreuve  | Performance     | Lieu      | Date        |
| -------- | --------------- | --------- | ----------- |
| Marathon | 2 h 33 min 23 s | Amsterdam | 5 août 1928 |